# Nueva cultura del agua
La denominación de nueva cultura del agua surgió a mediados de los años noventa del siglo XX como un movimiento social de oposición al trasvase del Ebro, si bien poco a poco fue refiriéndose a toda una forma diferente de tratar los temas relacionados con la gestión del agua. 

## Desarrollo de la nueva cultura del agua
El sustrato directo de la nueva cultura del agua son los movimientos ecologistas de los años 70 y 80 que, en el Valle del Ebro, tomaron el agua como objeto básico de acción, en la medida en que era vista como una expresión de las contradicciones del capitalismo industrial. 
Movimientos asamblearios como los Comités Antinucleares, Alternativas Radicales para la Ribera del Ebro, y luego el Frente del Ebro, a finales de los '70, no sólo articularon protestas sino que conformaron una particular visión del agua como recurso escaso y compartido. 
En lo que a la teoría se refiere, los trabajos dirigidos o codirigidos por Mario Gaviria, Artemio Baigorri, José Manuel Naredo y otros, en libros clásicos como "Navarra, abundancia" (1975), "El Bajo Aragón expoliado" (1976), "Extremadura saqueada" (1977), "Navarra abundancia" (1977), "Vivir del Ebro" (1978), "El modelo extremeño. Ecodesarrollo de La Siberia y La Serena" (1980), "El campo riojano" (1984) o "La quimera del agua" (1995), así como los artículos que ambos autores, y otros (como Santiago Marraco, José Luis Fandos, etc.) escribieron en los años '70 y primeros '80 en Andalán, El Día de Aragón, Esfuerzo Común, El viejo topo y otros medios, fueron aportando las ideas básicas que luego darían lugar a la llamada nueva cultura del agua. 
En 1980 los sociólogos Mario Gaviria y Artemio Baigorri, así como la socióloga de la Universidad de Zaragoza Ángela López y el físico de la misma Universidad Pedro Arrojo Agudo diseñan un proyecto de investigación para comparar las tradiciones, culturas y políticas hidráulicas en España y California, que aunque no obtiene la financiación necesaria para su realización, servirá para el diseño de ulteriores proyectos de otros investigadores. En 1986 la consultora formada por Mario Gaviria, Artemio Baigorri y los economistas Antonio García y Patxi Tuñón inician un proyecto, en esa misma línea comparativa con California (denominado "Atlas del Agua de Extremadura"), con un extenso equipo de la Universidad de Extremadura, por encargo del ecologista, a la sazón consejero Obras Públicas y Medio Ambiente de la Junta de Extremadura, Juan Serna; pero el proyecto quedará interrumpido e inacabado tras la dimisión de Serna.
Entretanto otra vía, más académica y sostenible de investigación, venía marcada por las investigaciones que Federico Aguilera venía haciendo en Canarias, en torno a la gestión privada del agua. Así como, también desde la economía, los trabajos de José María Gascó y José Manuel Naredo.
Es en ese complejo caldo de cultivo de casi dos décadas de conflictos, análisis y propuestas, no por casualidad con gran centralidad en el Valle del Ebro, en donde surgiría en la segunda mitad de los noventa la nueva cultura del agua. 
El catedrático de Hidrogeología y profesor de la Universidad de Zaragoza Francisco Javier Martínez Gil escribió el libro que se considera como "acta fundacional" del movimiento "La nueva cultura del agua en España". Otro autor que se considera imprescindible es el físico Pedro Arrojo Agudo, de la misma Universidad que, junto con el economista José Manuel Naredo escribió otra obra de gran repercusión, "La gestión del agua en España y California".
Entre las ideas más importantes que se defienden desde esta concepción podemos citar el concebir el agua como activo "ecosocial", la necesidad de gestionar la demanda en lugar de la oferta, la aplicación de técnicas como el estudio coste-beneficio o el estudio de impacto ambiental y la concepción de la unidad de la cuenca hidrográfica intentando eliminar los trasvases (trasvase de cuenca) y las presas.
A los postulados citados se fueron uniendo cientos de expertos, investigadores, técnicos, profesores españoles y extranjeros que, en diferentes ámbitos pero fundamentalmente el universitario, fueron generando un "corpus", así como una fuerte red institucional de apoyo mutuo. Congresos internacionales y otros eventos se fueron convocando y celebrando así como actos reivindicativos, lúdicos, simbólicos y formativos para intentar conseguir esos cambios profundos en la gestión del agua en España.
Sin embargo, no se debe olvidar que este movimiento tiene sus detractores desde todos los ámbitos implicados por lo que ha estado rodeado de problemas y en ocasiones polémicas.
Inicialmente los postulados de la nueva cultura del agua se identificaron con los de la Coordinadora de Afectados por Grandes Embalses y Trasvases (Coagret) y posteriormente surgió la Fundación Nueva Cultura del Agua.
Una de las líneas de trabajo más importantes de las personas relacionadas con la Nueva Cultura del Agua ha sido su búsqueda de alternativas al Plan Hidrológico Nacional que se presentó en la segunda legislatura de José María Aznar.
Es importante destacar los tipos de agua que se diferencian, por su uso, en la nueva cultura del agua:
- El agua de vida, el agua necesaria para vivir, que es un derecho y debe ser gratis para todos los seres humanos, unos 3 litros de agua al día. En el mundo cada año mueren por causa de falta de agua limpia unas 30.000-50.000 personas.
- El agua de uso ciudadano: Un agua que también es un derecho, y por la cual se pagaría el precio de coste. El agua de ducharse, de lavarse, de limpiar la casa. Unos 20 litros diarios.
- El agua de lujo: es el agua de que se usaría para extras privados, como piscinas, campos de golf. Unos 200 litros o más diarios, su precio se incrementaría notablemente al precio del agua de uso ciudadano.
- El agua de negocio: es el agua que se utiliza para obtener un beneficio y que también vería incrementado su precio sobre el uso ciudadano, y no subvencionada públicamente como es en algunos casos.

El gasto por el agua de lujo podría/debería servir para facilitar el agua de vida a las personas que no la tienen para vivir.

## Algunos conflictos en la gestión del agua en España

### Grandes presas
Se considera gran presa a aquella con una altura superior a diez metros. España es uno de los países del mundo con mayor número de grandes presas. Las presas son muy costosas económicamente y presentan varios problemas ambientales y sociales que se deben tener en cuenta a la hora de su construcción. Algunas grandes presas españolas nunca se han usado.

### Trasvases
Los trasvases son igualmente muy costosos y generan problemas políticos, ambientales y sociales. El más conocido y polémico en España es el del Tajo-Segura, del que se aporta cumplida información en el artículo correspondiente. 
Mención aparte merecen los trasvases submarinos que, partiendo de la desembocadura de los ríos caudalosos, conducirían el agua dulce excedente por el fondo marino hasta determinados puntos del litoral, desde los cuales se bombearía tierra adentro hasta hondonadas donde estancarla, facilitando su distribución. No se tienen noticias de que, en la práctica, todavía se haya adoptado este sistema, más barato que el basado en conducciones subterráneas, pues se evita con él la probable construcción de varios túneles y acueductos. El proyecto más conocido es el que se refiere al trasvase desde el delta del Ródano hasta Barcelona. 

### Contaminación
La contaminación pone en peligro la vida de los seres vivos incluyendo al ser humano.

### Sobreexplotación de acuíferos
La sobrexplotación supone una extracción masiva de agua de un sistema. Si bien el concepto es polémico, según autores como Custodio, lo cierto es que hay sistemas acuíferos esquilmados.

### Aprovechamiento hidroeléctrico
El aprovechamiento hidroeléctrico modifica considerablemente el régimen hídrico e introduce impactos ambientales muy importantes.

### Autores relacionados con la nueva cultura del agua
- Federico Aguilera Klink
- Pedro Arrojo Agudo
- Antonio Estevan Estevan
- Manuel Ramón Llamas Madurga
- Francisco Javier Martínez Gil
- José Manuel Naredo Pérez